# Skuggflotta
En skuggflotta, också refererade som "mörka fartyg" är oregistrerade och oförsäkrade fartyg som används för att runda sanktioner. Termen finns med i 2024 års nyordslista för svenska språket.
Skuggflottor är ett direkt svar på internationella eller ensidiga ekonomiska sanktioner. Varor som vanligtvis exporteras och importeras inkluderar råvaror som olja och järn, lyxvaror, vapen och försvarsteknik etc.
Skuggflottor använder flera tekniker som syftar till att dölja deras aktiviteter. Även om dessa tekniker är kända, skapar de problem på grund av bristande samordning, samarbete och politisk vilja. Dessutom opererar skuggflottor i lagliga gråzoner, ofta på öppet hav utanför kuststaternas jurisdiktion vilket gör arresteringar och beslag svåra.
Sedan den ryska invasionen av Ukraina 2022 har rollen som spelas av tankfartyg som smugglar rysk olja för export väckt stor uppmärksamhet. Detta har lett till en växande oro över konsekvenserna av sådana flottor, deras betydelse för sanktionernas verkställighet och effektivitet, och de säkerhetsrisker de skapar. Eftersom "mörka" fartyg använder vilseledande metoder och ofta består av åldrande fartyg, utgör de "ett allvarligt hot mot sjöfartsskyddet, säkerheten och den marina miljön".

## Praxis/tekniker
Olika tekniker används av skuggflottor för att maskera fartygens identitet, deras destination och ursprungshamnar, eller för att tillverka dokument för handelsändamål.

### Automatisk identifieringssystem manipuleras
Automatic Identification System (AIS) är en transponder ombord på alla registrerade fartyg som sänder fartygens identitet och position. Detta är offentligt tillgänglig data. På grund av systemets frivilliga natur kan AIS-dataöverföring stängas av, vilket gör att fartyg kan "försvinna" när de ägnar sig åt illegala eller olagliga aktiviteter.
Genomförande av sanktioner kan motverka sådan praxis genom att inkludera AIS-avstängningsklausuler i försäkringsavtalet. De kan också spåra AIS-avstängningar med satellitbilder. Systemet tillåter dock rimlig förnekelse, eftersom till exempel transpondern kan ha stängts av av säkerhetsskäl eller på grund av strömavbrott ombord.
Underlåtenhet att sända eller att AIS inte fungerar kan också få allvarliga konsekvenser och minska säkerheten till sjöss.

### Överföringar från fartyg till fartyg
Lastöverföringar från fartyg till fartyg avser användning av mellanliggande fartyg för att föra varor till land. Detta gör att skuggflottor kan stanna på öppet hav, undvika upptäckt och beslag av kustmyndigheter och ändå smuggla in sin last.
Bunkring avser tankning av fartyg till havs genom ett mellanliggande tankfartyg. Detta gör att illegala fartyg kan stanna kvar på öppet hav under en längre tid och undvika upptäckt.
Båda metoderna är lagliga men reglerade i kuststaternas territorialvatten. Användningen av sådana strategier på öppet hav finns i en laglig gråzon och är svår att upptäcka, även om sanktionerade enheter ofta är förbjudna att dra nytta av sådana överföringar.
 

### Finansiellt
Så fort skuggfartyg har gjort en leverans uppstår frågan hur denna leverans kommer att betalas. USA:s och EU:s sanktioner kan allvarligt begränsa användningen av det internationella banksystemet (SWIFT) och tillgången till dollar och euro, de två huvudsakliga valutorna som används i internationell handel. Sanktionerade länder och deras handelspartner måste därför vara uppfinningsrika för att kringgå den finansiella aspekten av ett sanktionssystem. Skuggflottor är därför ofta djupt sammanflätade med olaglig verksamhet utanför den maritima domänen, som ekonomiskt och administrativt bedrägeri.